# Huron (Kalifornia)
Huron – miasto w Stanach Zjednoczonych, w stanie Kalifornia, w hrabstwie Fresno. Według spisu ludności przeprowadzonego przez United States Census Bureau w roku 2010, w Huron mieszka 6754 mieszkańców.